# Papkörmösd
Papkörmösd (szlovákul Krmeš, németül Gross-Körmöschd) Királyfa község része. Szlovákiában, a Pozsonyi kerület Szenci járásában található.

## Fekvése
Szenctől 4 km-re délkeletre fekszik.

## Története
A község területén az i. e. 1. évezredben germán törzsek laktak, akiket a 6. századtól szlávok váltottak fel. Körmösdöt 1245-ben Kermesd alakban említi először oklevél, egyházi birtokként a pozsonyi káptalan faluja volt. Története során különböző formában fordul elő az oklevelekben. Említik Körmesd, Kurmusd, Pap Körmösd, Kermesd alakban is. 1595. december 3-án a település a Pálffyak birtoka lett, majd Pálffy Miklós halála után a birtok egy részét gróf Mansfeld Miksa szerezte meg. 1595-ben kápolna is állt itt, mely 1663-ban a faluval együtt egy török támadás során égett le. A támadást csak a kápolna harangja vészelte át. 1600-ban 13 jobbágytelek volt a faluban. A Pálffyak 1618. évi urbáriuma név szerint is felsorolja a jobbágyokat, ezen kívül négy működő malmot is megemlít a községben bérleményként. Az urbárium megemlíti a hatalmas uradalmi kertészetet és almáskertet.
1910-ben 381, túlnyomórészt szlovák lakosa volt. A trianoni békeszerződésig Pozsony vármegye Szenci járásához tartozott.
1943-ban Királyfához csatolták.

## Nevezetességei
- Jézus Szíve tiszteletére szentelt római katolikus temploma 1898-ban épült.

## Külső hivatkozások
- Hivatalos oldal
- Községinfó
- Királyfa Szlovákia térképén
- Királyfa a Szenci régió honlapján